# 卡塔内奥·阿多诺宫
44°24′39.56″N 8°55′59.42″E / 44.4109889°N 8.9331722°E

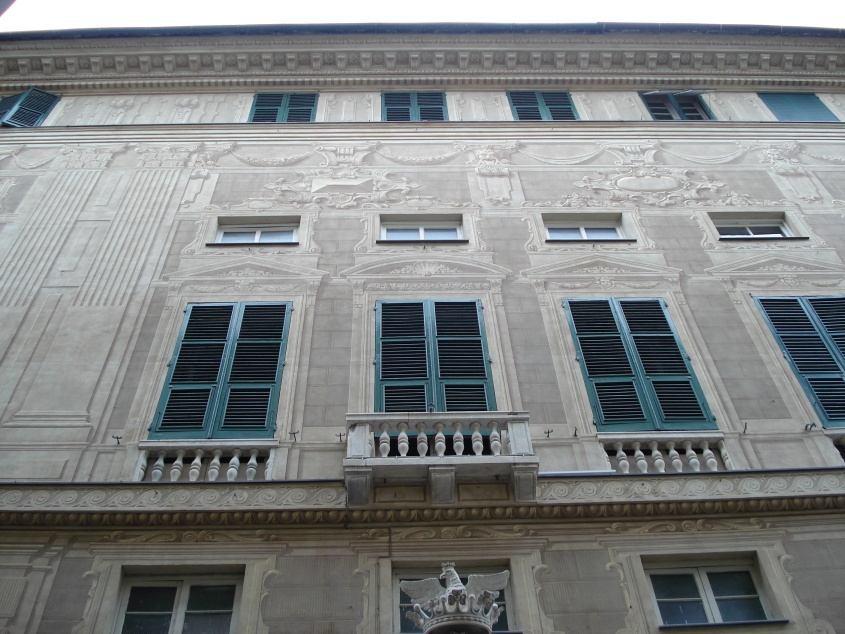

卡塔内奥·阿多诺宫（Palazzo Cattaneo-Adorno）是一座历史建筑，位于意大利热那亚加里波第街8-10号，2006年作为罗利宫殿体系的42座宫殿之一，被列为世界文化遗产。

8号建于1583-1588年。10号建于1562年，业主卡塔内奥·阿多诺，建筑师乔万尼·彭萨罗。

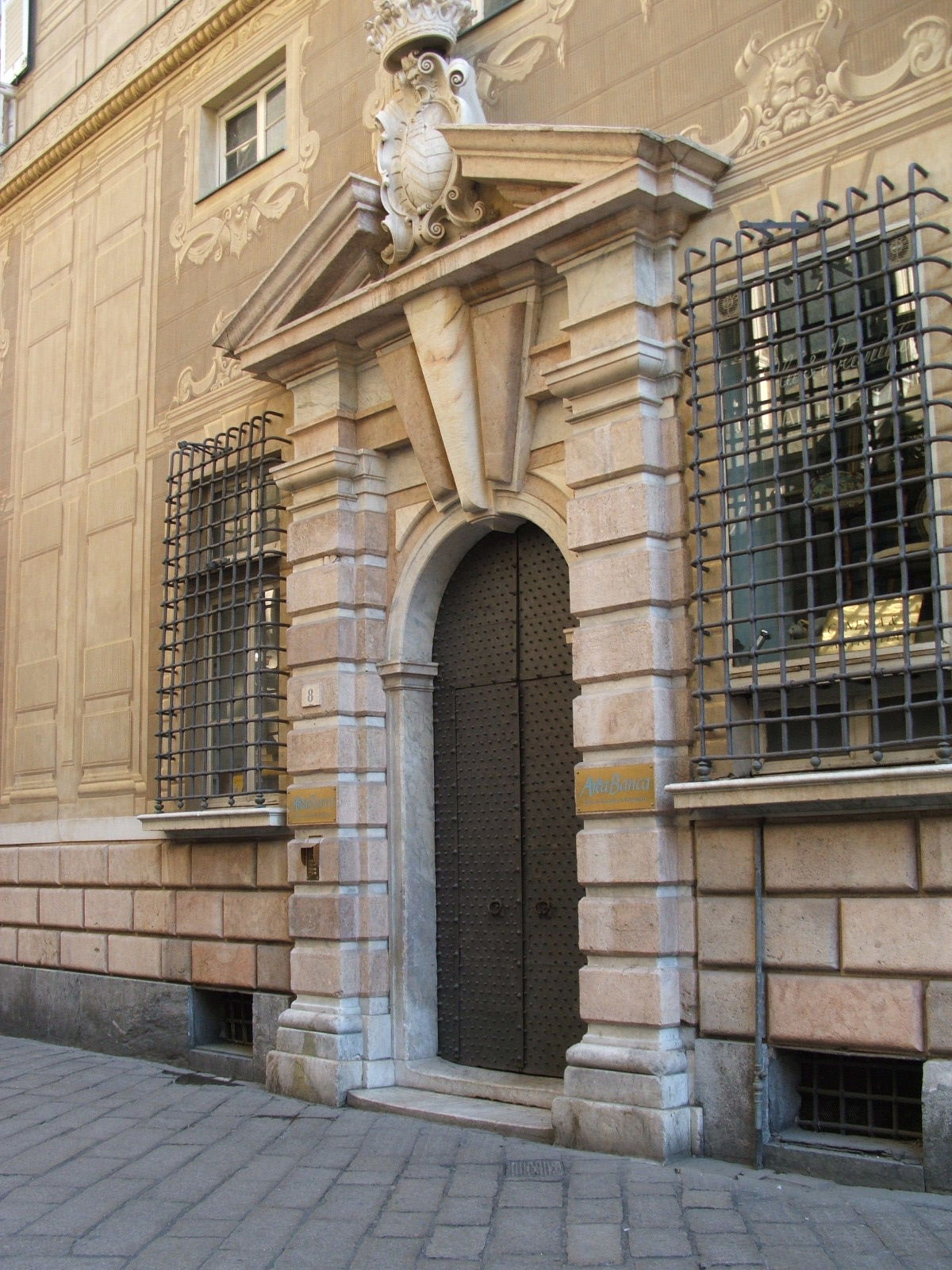
Particolare del portone del palazzo

它被许多艺术史学家认为是热那亚最特别和美丽的宫殿之一。 